# Saint-Faust
Saint-Faust (wym. [sɛ̃-fo]) – miejscowość i gmina we Francji, w regionie Nowa Akwitania, w departamencie Pireneje Atlantyckie.
Według danych na rok 1990 gminę zamieszkiwało 658 osób, a gęstość zaludnienia wynosiła 49 osób/km² (wśród 2290 gmin Akwitanii Saint-Faust plasuje się na 602. miejscu pod względem liczby ludności, natomiast pod względem powierzchni na miejscu 855.).